# Nonciature apostolique en République centrafricaine
La nonciature apostolique en République centrafricaine est un office ecclésiastique de l'Église catholique en République centrafricaine. C'est un poste diplomatique du Saint-Siège, dont le représentant est appelé nonce apostolique avec rang d'ambassadeur. Le nonce réside à Bangui, la capitale. Le Nonce Apostolique en République Centrafricaine est généralement également Nonce Apostolique au Tchad lors de sa nomination dans ledit pays.
Le Saint-Siège représente ses intérêts dans la région par l'intermédiaire de sa délégation en Afrique centrale, érigée le 3 avril 1965. Avec la décolonisation de l’Afrique au milieu du XXe siècle, il établit des relations avec les nouveaux pays indépendants du continent. La République centrafricaine obtient son indépendance de la France en 1960. Le Saint-Siège établit sa nonciature au Malawi et nomme son premier pro-nonce le 4 novembre 1967

## Liste des représentants pontificaux en République centrafricaine

### Délégué apostolique en Afrique centrale
- Luigi Poggi (3 avril 1965[2] - 4 novembre 1967)[3], également archevêque titulaire de Forontoniana (de)

### Pro-nonce apostolique
- Luigi Poggi (4 novembre 1967[3] - 21 mai 1969)[4], également archevêque titulaire de Forontoniana (de)
- Mario Tagliaferri (5 mars 1970[5] - 25 juin 1975)[6], également archevêque titulaire de Formiae (de)
- Oriano Quilici (15 novembre 1975[7] - 26 juin 1981), également archevêque titulaire de Tabla (de)
- John Bulaitis (21 novembre 1981 - 11 juillet 1987), également archevêque titulaire de Narona (de)
- Beniamino Stella (21 août 1987[8] - 15 décembre 1992)[9], également archevêque titulaire de Midila (de)

### Nonces apostoliques
- Diego Causero (1er février 1993[10] - 31 mars 1999)[11], également archevêque titulaire de Gradum (de)
- Joseph Chennoth (24 août 1999[12] - 15 juin 2005), également archevêque titulaire de Milevum (de)
- Pierre Nguyên Van Tot (24 août 2005 - 13 mai 2008), également archevêque titulaire de Rusticiana (de)
- Jude Thaddeus Okolo (2 août 2008 - 7 octobre 2013), également archevêque titulaire de Novica (de)
- Franco Coppola (31 janvier 2014 - 9 juillet 2016), également archevêque titulaire de Vinda (de)
- Santiago de Wit Guzmán (21 mars 2017 - 30 juillet 2022)[13], également archevêque titulaire de Gabala (de)
- Giuseppe Laterza (en) (depuis 5 janvier 2023[14]), également archevêque titulaire de Vartana (de)